# لوحة ربط

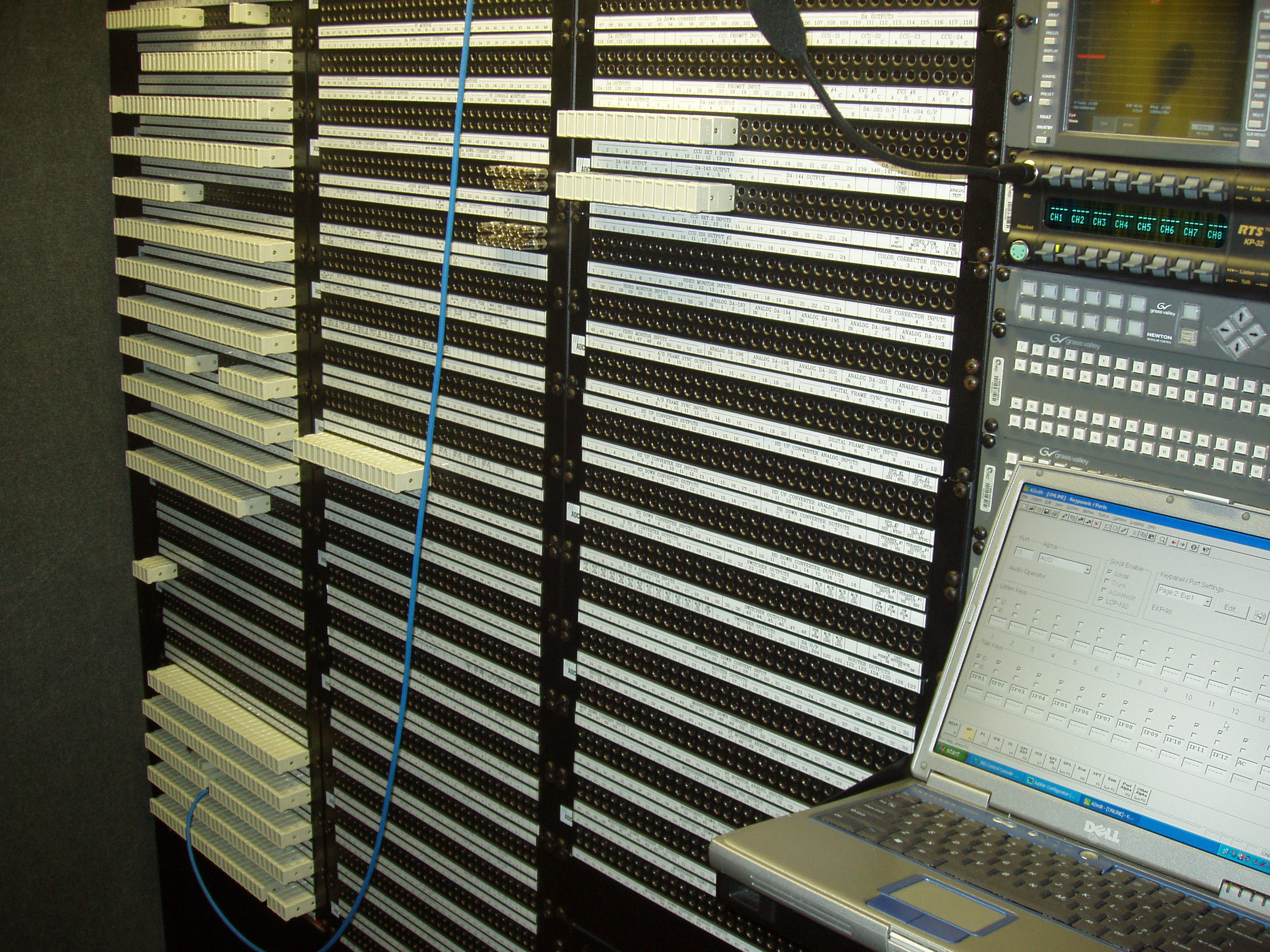
لوحة ربط

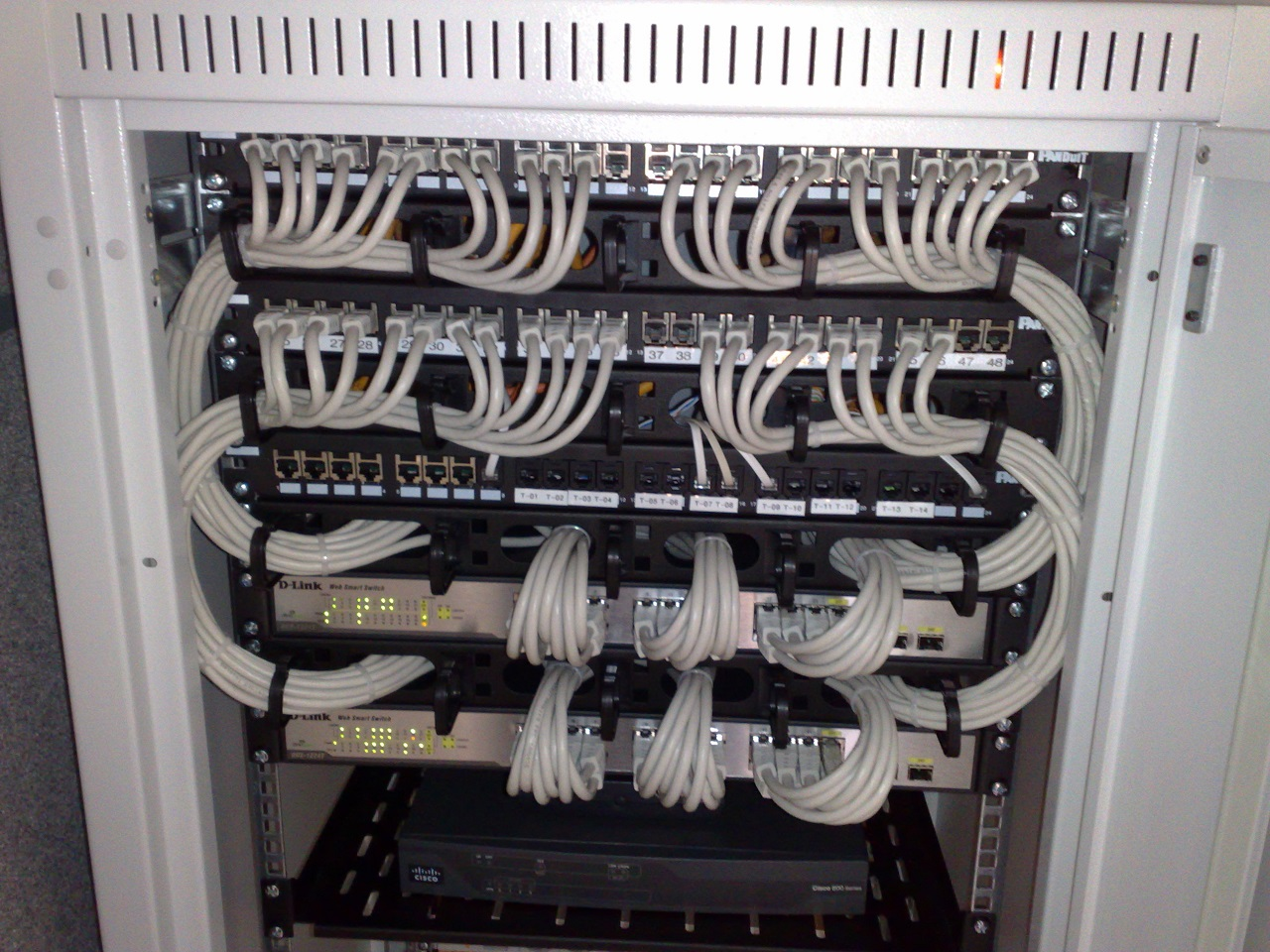
عدد من سويتشات شبكة حاسوبية متصلة بلوحة ربط ومثبتة في راك 19 إنش

لوحة الربط هي جهاز أو وحدة تُستخدم لجمع وتنظيم الوصلات والتي عادة تكون من نفس النوع لاستخدامات الاتصال وتسيير الدوائر الكهربية ولتوصيل مشتركات وتنظيم المسارات بطريقة مرنة وسهلة الصيانة.
عادة تستخدم لوحة الربط في الشبكات الحاسوبية واستديوهات التسجيل والإذاعة والتلفزيون.

## استخدامات وتوصيلات
تستخدم هذه اللوحات في استديوهات التسجيل والإذاعة والتلفزيون واستديوهات البث وأنظمة الصوت في الحفلات لتسهيل ربط أنواع مختلفة من الأجهزة والأدوات مثل الميكروفون والأدوات الموسيقية الكهربية ومحركات التسجيل والمضخمات (أمبليفاير Amplifiers) ووحدات الإذاعة.
تُسهّل هذه اللوحات عملية الربط وعملية الصيانة ما بعد التشغيل وتقصّي المشكلات لما تقدمه من تنظيمٍ وترتيبٍ للأسلاك.
يستخدم هذه اللوحات أغلبُ العاملين والفنيين في مجال الشبكات والإذاعة والصوتيات لما تقدمه من تسهيلات لمهامهم اليومية ومشاريعهم. حيث تساعد اللوحات في ترتيب وتنظيم الأسلاك وسهولة الوصول إليها دون عناء يذكر، فكل سلك معروف مكانه وترتيبه داخل اللوحة، دون الحاجة لتتبع الأسلاك خلف الأجهزة ومتابعة السلوك المتشابكة.

## سويتش / مُبَدِّل
أجهزة السويتشات قد تكون بديلا جيدا للوحات الربط بل ويمكنها أن تقوم بمهام أفضل في حالة احتياج ميزات كالتسيير (routing) بين مسارات أو حتى الإذاعة (broadcasting) لعدة مسارات/خطوط أسلاك. لكن هذا الخيار أغلى ثمنا بكثير من لوحات الربط إلا أنه مفيد في حالات معينة.
مثال عن فرق السعر: سويتش تسيير مصفوفة S-Video بنفس المواصفات (8*8) بسعة 16 منفذاً يكون أغلى بعشرة مرات من لوحة الربط ذات السعة نفسها (16 منفذاً).
وبالرغم من فرق السعر الكبير إلا أن للسويتش إمكانات أكثر تتضمن (Audio-Follow-Video) ومُوزِع مُضخم داخلي (Built in Distribution Amplifiers)
تتوفر السويتشات تقريباً لكل أنواع الإشارات (الأنالوج/التناظرية و الرقمية digital) والحال نفسه في لوحات الربط.
وللسويتشات أنواع مختلفة منها الكهربية والميكانيكية والكهروميكانيكية ومنها ما يتيح التحكم به عن طريق الحواسيب أو أجهزةٍ خارجية، ومنها المأتمت/المبرمج مسبقاً بتعليمات داخلية.
أما النوع الآخر فهو نوع من السويتشات البرمجية التي تعمل على تسيير الإشارات الرقمية فقط وهذا يكون في البيئة الحاسوبية فقط.

## أنواع لوحات الربط (شبكات حاسوبية)
في الشبكات الحاسوبية تختلف أنواع الأسلاك المستخدمة ومعها تختلف أنواع لوحات الربط. فلكل نوع من أنواع الأسلاك نوع من لوحات الربط.
أنواع اللوحات:
- لوحة ربط سلك CAT5E
- لوحة ربط سلك CAT6
- لوحة ربط سلك CAT6A
- لوحة ربط سلك CAT7

وتختلف أيضاً حسب السعة المطلوبة، فمنها ما سعته 12 و24 و48 منفذاً